# 岑特拉利内 (下诺夫哥罗德州)
岑特拉利内（羅馬化：Tsentralʹnyy）是俄罗斯下诺夫哥罗德州的市级镇，属沃洛达尔斯克区，地处下诺夫哥罗德州西部边境，位于伏尔加河流域克利亚济马河一支流柳利赫河（Люлих）畔，在区行政中心沃洛达尔斯克西北、州府下诺夫哥罗德西方，紧靠下诺夫哥罗德州与弗拉基米尔州的州界。镇内设有铁路车站。
该地2021年人口有2,924人；2010年人口2,957；2002年人口3,870；1989年人口2,428。